# Shirley Mallmann
Shirley Patricia Mallmann (Santa Clara do Sul, Rio Grande do Sul, Brasil, 15 de febrero de 1977) es una modelo brasileña. Es considera la primera top model brasileña y es conocida por su trabajo con Jean Paul Gaultier, quien inmortalizó su silueta en su primera fragancia, "Classique" en un anuncio de 1999. Ha hecho portadas de Vogue, Elle, Marie Claire, Cosmopolitan, entre otros. Fue elegida celebridad del año por E Entertainment en 1999.

## Primeros años y carrera
Mallmann nació en Santa Clara do Sul, Rio Grande do Sul. Es de ascendencia alemana. Antes de convertirse en modelo, trabajó en una fábrica de zapatos en Rio Grande do Sul hasta los 18 años. En 1995, se mudó a São Paulo con tan solo R$300 a mano y un sueño. Su primer trabajo como modelo fue ese mismo año para la portada de Elle Brasil. La carrera internacional de Mallmann comenzó con la llegada de la fotógrafa Ellen von Unwerth a Brasil para campaña invierno 1996 de Forum. Mallmann no era la protagonista de la campaña, pero Von Unwerth se encargó de volverla la protagonista y le ofreció trabajos, como la portada de Marie Claire Francia con Patrick Demarchelier, la portada de Glamour Italia, y editoriales para Harper's Bazaar Vogue Italia. Mallmann se trasladó a Nueva York y volvió a su país natal convertida en una supermodelo.
Apareció en el calendario Pirelli en junio de 1999 y fue elegida por el canal estadounidense E! La "Celebridad del Año" en 1999.
Ha desfilado y hecho campañas para Valentino, Alexander McQueen, Oscar de la Renta, Alberta Ferretti, Bottega Veneta, Carolina Herrera, Christian Lacroix, Marc Jacobs, Prada, Chanel 'Allure' perfume, Christian Dior, Dolce & Gabbana, Donna Karan, Emporio Armani, Gianni Versace, Jean Paul Gaultier, Lacoste, Yves Saint Laurent, Ralph Lauren, Vivienne Westwood, Anna Sui, Betsey Johnson, Richard Tyler, Anna Molinari, Badgley Mischka, Bill Blass, Blumarine, Chloé, Cynthia Rowley, Dirk Bikkembergs, Ellen Tracy, Fendi, Gemma Kahng, Gianfranco Ferré, Givenchy, Guess, Helmut Lang, Kenzo, La Perla, Roberto Cavalli, Alexandre Herchcovitch, Emanuel Ungaro, Isaac Mizrahi, John Galliano, Karl Lagerfeld, Krizia, Max Mara, Mila Schön, Marcel Marongiu, Catherine Malandrino, Fause Haten, Ocimar Versolato, Salvatore Ferragamo, Sonia Rykiel, Thierry Mugler,
Alessandro Dell'Acqua, Gai Mattiolo, Iceberg, Cia Marítima, Rifat Özbek, Rocco Barocco, Véronique Leroy, Victor Alfaro, Colcci, Sportmax, Vivara, Miu Miu, como también una aparición en 2001 en Sports Illustrated Swimsuit Issue y las portadas de Vogue, Elle y Marie Claire alrededor del mundo.
En 2012, Mallmann apareció en un tributo a James Bond por el 50° Aniversario en Elle Brasil. Protagonizó un video de Manuel Nogueira titulado "Bond Girl Reloaded", llevando diseños de Alexandre Herchcovitch y Balmain, mientras batalla contra bestias, acabando con una fuerte explosión.

## Vida personal
Desde 2002, Mallmann ha estado casada con el peluquero y estilista estadounidense, Zaiya Latt. Viven en Nueva York y tienen dos hijos, Axil (nacido en 2002) y Ziggy (nacido en 2008).
Es embajadora internacional de Sea Shepherd Conservation Society, que protege a los animales marinos.